# Samoana diaphana
Samoana diaphana é uma espécie de gastrópode da família Partulidae.
É endémica da Polinésia Francesa.